# Campionats del món de ciclocròs de 1997
Els Campionats del món de ciclocròs de 1997 foren la 48a edició dels mundials de la modalitat de ciclocròs i es disputaren el 1 i 2 de febrer de 1997 a Múnic, Baviera, Alemanya. Foren tres les proves disputades.

## Resultats
| Prova        | Or              | Plata               | Bronze           |
| Cursa elit   | Daniele Pontoni | Thomas Frischknecht | Luca Bramati     |
| Cursa sub-23 | Sven Nys        | Bart Wellens        | Christophe Morel |
| Cursa júnior | David Rusch     | Stefano Toffoletti  | Steffen Weigold  |

## Classificacions

### Classificació de la prova elit
| Pos. | Ciclista               | País          | Temps     |
| ---- | ---------------------- | ------------- | --------- |
|      | Daniele Pontoni        | Itàlia        | 1:00:40 h |
|      | Thomas Frischknecht    | Suïssa        | + 0:23    |
|      | Luca Bramati           | Itàlia        | + 0:23    |
| 4    | Adrie van der Poel     | Països Baixos | + 0:35    |
| 5    | Wim de Vos             | Països Baixos | + 0:53    |
| 6    | Erwin Vervecken        | Bèlgica       | + 1:13    |
| 7    | Franz-Josef Nieberding | Alemanya      | + 1:25    |
| 8    | Beat Wabel             | Suïssa        | + 1:39    |
| 9    | Dieter Runkel          | Suïssa        | + 1:39    |
| 10   | Peter Van Santvliet    | Bèlgica       | + 2:04    |

### Classificació de la prova sub-23
| Pos. | Ciclista          | País          | Temps       |
| ---- | ----------------- | ------------- | ----------- |
|      | Sven Nys          | Bèlgica       | 53 min 25 s |
|      | Bart Wellens      | Bèlgica       | + 0:22      |
|      | Christophe Morel  | França        | + 0:38      |
| 4    | Miguel Martinez   | França        | + 0:58      |
| 5    | Gretenius Gommers | Països Baixos | + 1:27      |
| 6    | Elvis Zucci       | Itàlia        | + 1:33      |
| 7    | Giullaume Benoist | França        | + 1:37      |
| 8    | Gerben de Knegt   | Països Baixos | + 1:45      |
| 9    | Zdeněk Mlynář     | Txèquia       | + 1:46      |
| 10   | David Willemsens  | Bèlgica       | + 1:47      |

### Classificació de la prova júnior
| Pos. | Ciclista           | País          | Temps       |
| ---- | ------------------ | ------------- | ----------- |
|      | David Rusch        | Suïssa        | 46 min 14 s |
|      | Stefano Toffoletti | Itàlia        | + 0:05      |
|      | Steffen Weigold    | Alemanya      | + 0:06      |
| 4    | Nicolas Dieudonné  | Suïssa        | + 0:08      |
| 5    | Torsten Hiekmann   | França        | + 0:11      |
| 6    | John Gadret        | França        | + 0:12      |
| 7    | Thomas Lecuyer     | França        | + 0:25      |
| 8    | Andrew Vancoillie  | Bèlgica       | + 1:14      |
| 9    | Davy Commeyne      | Bèlgica       | + 1:22      |
| 10   | Wilant van Gils    | Països Baixos | + 1:30      |

## Medaller
| Pos. | País     | Or | Plata | Bronze | Total |
| 1    | Itàlia   | 1  | 1     | 1      | 3     |
| 2    | Bèlgica  | 1  | 1     | 0      | 2     |
| 2    | Suïssa   | 1  | 1     | 0      | 2     |
| 4    | França   | 0  | 0     | 1      | 1     |
| 4    | Alemanya | 0  | 0     | 1      | 1     |